# Fascinating Aïda
Pour les articles homonymes, voir Aïda.
Fascinating Aïda est un groupe britannique de chant et de cabaret satirique fondé en mars 1983.
Le line-up se compose du membre fondateur Dillie Keane, d'Adèle Anderson, qui s'est jointe en 1984 et de Liza Pulman, qui s'est jointe pour la première fois en 2004.

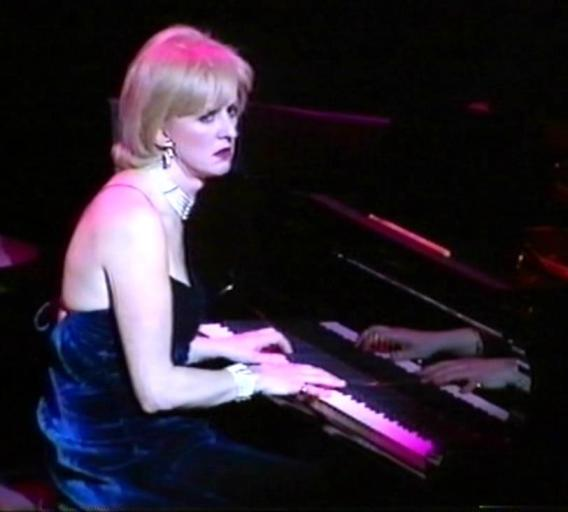
Dillie Keane se produisant dans Barefaced Chic! en 2000.

## Ouvrages
- Dillie Keane, Adèle Anderson (October 1986), Fascinating Who?, Elm Tree Books,  (ISBN 0-241-11925-1)
- Dillie Keane (December 1994), The Joy of Sequins, Methuen Publishing Ltd,   (ISBN 0-413-69110-1)